# 费桑维利耶-马唐维利耶
费桑维利耶-马唐维利耶（法語：Fessanvilliers-Mattanvilliers，法語發音：[fɛsɑ̃vilje matɑ̃vilje]）是法国厄尔-卢瓦省的一个市镇，位于该省西北部，属于德勒区。该市镇于1839年由原市镇费桑维利耶（Fessanvilliers）和马唐维利耶（Mattanvilliers）合并而成。

## 地理
费桑维利耶-马唐维利耶（48°42'45"N, 1°2'48"E）面积11.63 平方千米，位于法国中央-卢瓦尔河谷大区厄尔-卢瓦省，该省份为法国北部内陆省份，北起顺时针与厄尔省、伊夫林省、埃松省、卢瓦雷省、卢瓦-谢尔省、萨尔特省和奧恩省接壤。
与费桑维利耶-马唐维利耶接壤的市镇（或旧市镇、城区）包括：贝鲁拉米洛蒂耶尔、勒韦尔库尔、圣吕班德克拉旺、布勒佐勒、莱沙特莱、博什、吕埃伊-拉加德利耶尔、阿夫尔河畔蒙蒂尼。
费桑维利耶-马唐维利耶的时区为UTC+01:00、UTC+02:00（夏令时）。

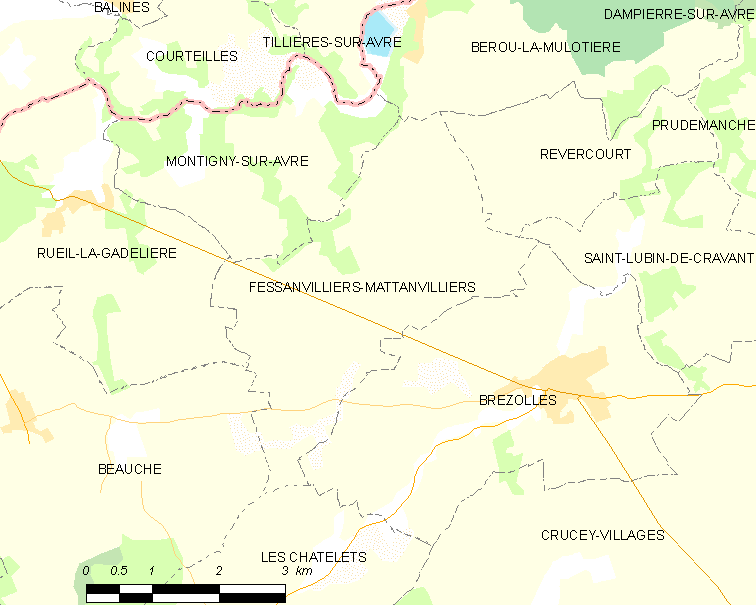
费桑维利耶-马唐维利耶的OSM定位图

## 行政
费桑维利耶-马唐维利耶的邮政编码为28270，INSEE市镇编码为28151。

## 政治
费桑维利耶-马唐维利耶所属的省级选区为圣吕班德容什雷县。

## 人口
费桑维利耶-马唐维利耶于2022年1月1日时的人口数量为172人。

1962-2008年间费桑维利耶-马唐维利耶人口变化图示